# Großerkmannsdorf
Großerkmannsdorf ist ein Ortsteil der Großen Kreisstadt Radeberg in Sachsen. Bis zu seiner Eingemeindung 1999 war das Dorf eine selbständige Gemeinde.

## Geografie
Zu Großerkmannsdorf gehören die Ortslagen Kleinerkmannsdorf, Siedlung Rossendorf (nördlich der Bundesstraße 6) und die Bergsiedlung am nordöstlichen Rand Ullersdorfs.
Der Ortsteil befindet sich im Süden der Stadt Radeberg. Nordwestlich von Großerkmannsdorf erstreckt sich der Staatsforst Dresdner Heide, südwestlich Ullersdorf sowie im Süden die Siedlung Rossendorf und südöstlich der Karswald. Weiter südlich liegt das Schönfelder Hochland. Durch den Ort fließt der Goldbach, der nach Durchquerung der Radeberger Südvorstadt linksseitig in die Große Röder mündet.

## Geschichte
Im 12. Jahrhundert rodeten Siedler die Wälder in der Gegend und legten Sümpfe trocken, es entstanden sogenannte Hufe. Der Name des entstehenden Ortes geht auf einen Lokator namens Erkenbrecht zurück, der die ersten Kolonisten anführte. Erste urkundliche Erwähnung fand das Waldhufendorf, damals noch als Erkenbrechtesdorf oder Erkinbirchtesdorff bezeichnet, in einem Abgabenbescheid im Jahr 1353. Die Vorsilbe Groß- im Ortsnamen wurde 1560 zur besseren Unterscheidung von Kleinerkmannsdorf eingeführt. Im Dreißigjährigen Krieg wurde das Dorf mehrfach geplündert und teilweise niedergebrannt.
Die Kirche wurde 1702 errichtet und 1721 mit dem Bau des Kirchturmes vollendet. Bereits im 16. Jahrhundert hatte Großerkmannsdorf eine Kirche, das neue Gebäude wurde auf dem Fundament des alten errichtet. Die Innengestaltung wurde im Stil des Barock gehalten.
In der ersten Hälfte des 20. Jahrhunderts entstanden mehrere Siedlungen mit Ein- und Zweifamilienhäusern in der Gemarkung des Ortes. Zu Zeiten der DDR hatte Großerkmannsdorf einen eigenen Schulbetrieb, 1963 wurde das Schulkombinat Ullersdorf/Großerkmannsdorf gegründet. Außerdem verfügte der Ort über ein Freibad. Die Bauern des Dorfes waren bis zur Wiedervereinigung Deutschlands in Landwirtschaftlichen Produktionsgenossenschaften organisiert: ab 1956 als LPG Thomas Müntzer, ab 1972 zusammen mit der LPG Frohe Zukunft aus Ullersdorf als LPG Typ III Einheit. Die LPG gehörte zusätzlich zur Arnsdorfer Kooperationsgemeinschaft Freundschaft. 1991 wurden diese LPGen dann zum Landwirtschaftlichen Unternehmen An der Dresdner Heide.
Im Laufe seiner Geschichte wurde der Name Erkenbrechtesdorf neunmal bis zum heutigen Großerkmannsdorf verändert. Auch die Zugehörigkeit zu Ämtern / Verwaltungen änderte sich mehrfach, so unter anderem im 14. Jahrhundert zum Castrum Dresden, ab dem 16. Jahrhundert zum Amt Radeberg, ab 1952 zum Kreis Dresden-Land und 1996 im Zuge einer Kreisgebietsreform zum Landkreis Kamenz. Am 1. Januar 1999 wurde der Ort nach Radeberg eingemeindet. Seit dem 1. August 2008 gehört er zum Landkreis Bautzen.

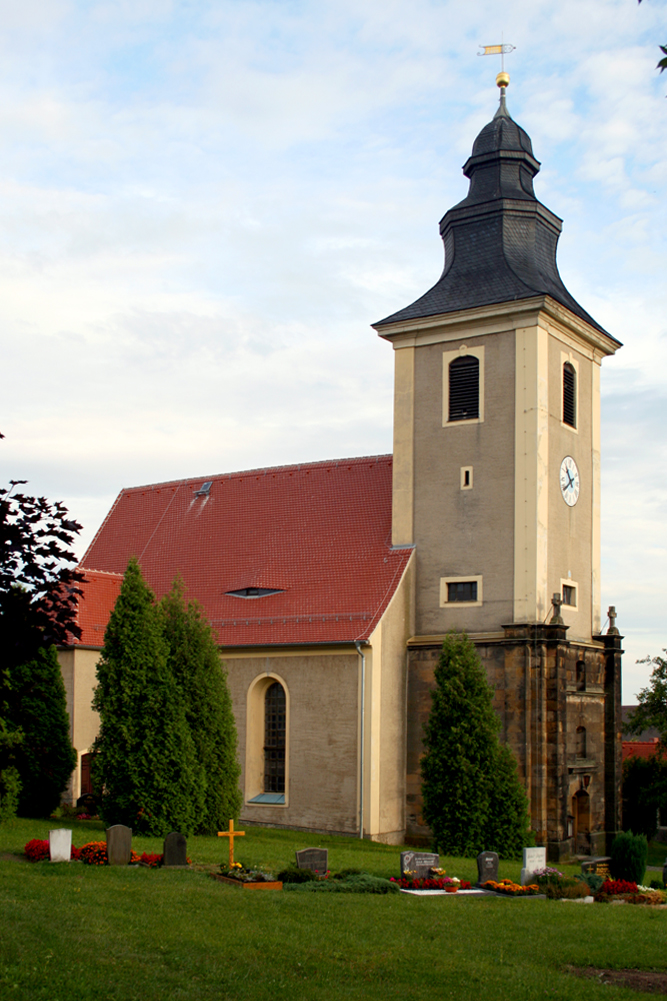
Kirche

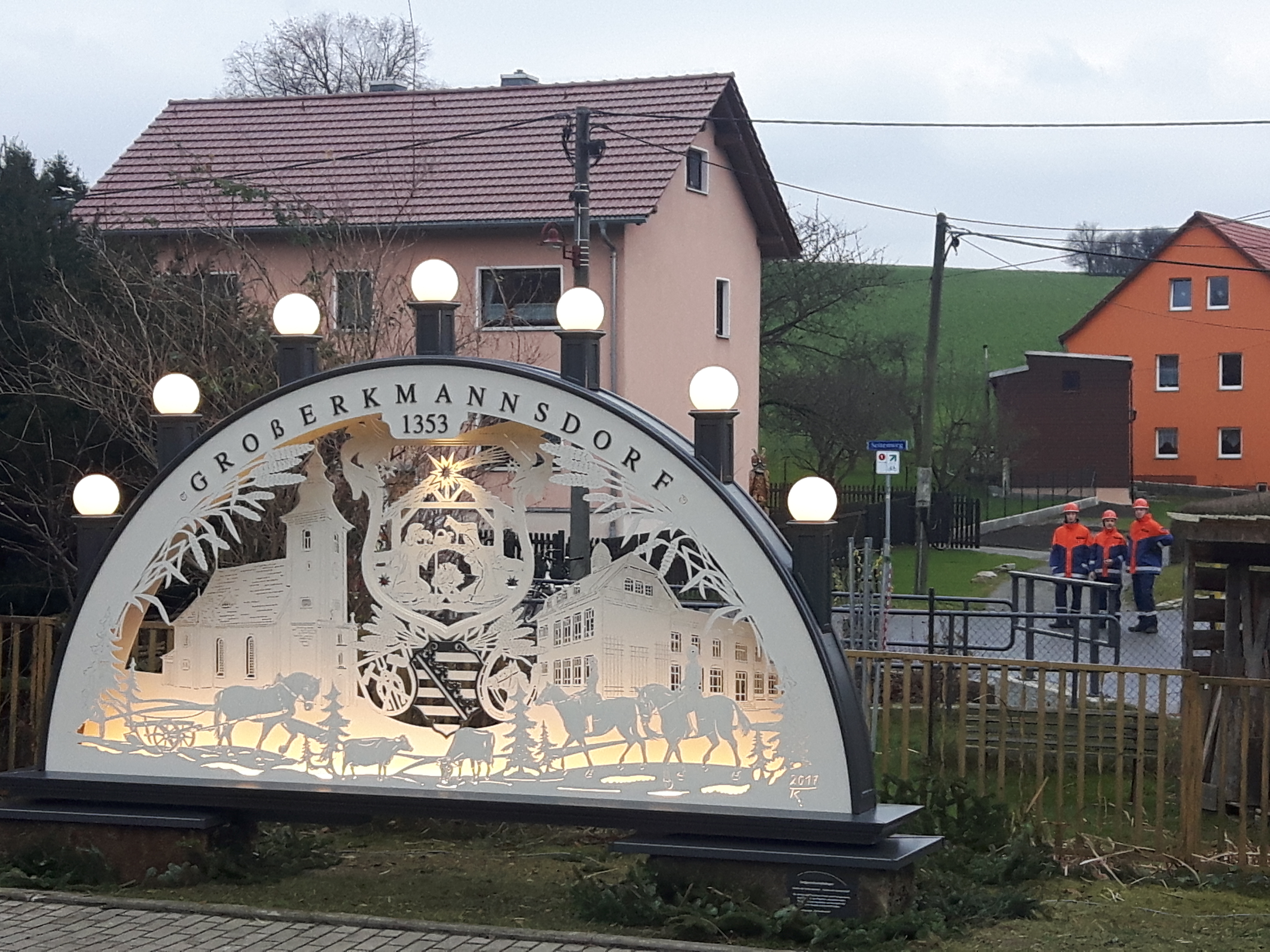
Einweihung des Dorfgemeinschaftsbogens im Ortskern von Großerkmannsdorf

### Einwohnerentwicklung
Im Jahr 1551 verzeichnet die Ortschronik 36 besessene Mann, 4 Häusler und 26 Inwohner. Die Aufzeichnungen von 1764 erfassen 34 besessene Mann und 35 Häusler.
| Jahr      | 1834 | 1871 | 1890 | 1910 | 1925 | 1939 | 1946 | 1950 | 1964 | 1990 |
| Einwohner | 508  | 665  | 850  | 1149 | 1198 | 1390 | 1639 | 1639 | 1434 | 1260 |

## Verkehr
Die Bundesstraße 6 verläuft am südlichen Rand des Gemeindegebietes. Durch Großerkmannsdorf verläuft die Staatsstraße 181 von Radeberg nach Dresden. Seit Dezember 2008 führt die Staatsstraße 177 als Ortsumgehung Großerkmannsdorf/Radeberg am Ort vorbei.
Großerkmannsdorf ist durch die Buslinien 521 und 753 des Regionalbus Oberlausitz mit Dresden und Radeberg sowie weiteren umliegenden Gemeinden verbunden.

## Vereine
Mit der Ortschronik und der Gestaltung der im Dorfgemeinschaftshaus befindlichen Heimatstube beschäftigt sich der „Heimatverein Großerkmannsdorf e. V.“ Die Mitglieder führen darüber hinaus Exkursionen und Seniorentreffs durch und gestalten bspw. den Tag des offenen Denkmals in Großerkmannsdorf.
Im Jahr 1967 wurde der Karnevalsklub Großerkmannsdorf 1967 e. V. gegründet. Die Mitglieder des Vereins erhalten seit der Eingemeindung Großerkmannsdorfs jedes Jahr zur Faschingszeit vom Radeberger Oberbürgermeister in einer Zeremonie auf dem Marktplatz den symbolischen Schlüssel der Stadt übergeben.
Seit 1900 besteht eine Freiwillige Feuerwehr in Großerkmannsdorf. Vor der Gründung der Feuerwehr wurden die Utensilien zur Brandbekämpfung in der Kirche gelagert.
Für das Jahr 1930 ist die Einrichtung einer Feuerwehrkapelle überliefert. Aus dieser Kapelle ging am 17. Februar 1961 das Großerkmannsdorfer Blasorchester e. V. hervor. Zu Zeiten der DDR konnte das Orchester zahlreiche nationale Preise erringen und wurde zum Kreisblasorchester des Kreises Dresden-Land ernannt. Nach der politischen Wende 1989 weitete das Orchester seine Auftritte auch überregional aus.
Mit der Gründung des Christlichen Schulvereins Radeberger Land im Jahr 2014 konnte Großerkmannsdorf als Schulstandort erhalten bleiben. Der Verein betreibt hier die Freie Evangelische Grundschule Radeberger Land, an der seit dem Schuljahr 2015/16 unterrichtet wird.

## Politik
Bei den Kommunalwahlen in Sachsen 2014 erreichten die Freien Wähler 91,61 % der Stimmen (SPD: 8,39 %). Die Wahlbeteiligung lag bei 68,3 %. Die Freien Wähler belegen nach dieser Wahl alle zehn Sitze im Ortschaftsrat von Großerkmannsdorf. Das Amt des Ortsvorstehers wurde bis 2019 von Harry Hauck bekleidet, ab 2019 von Karl-Wilhelm Leege.

## Sonstiges

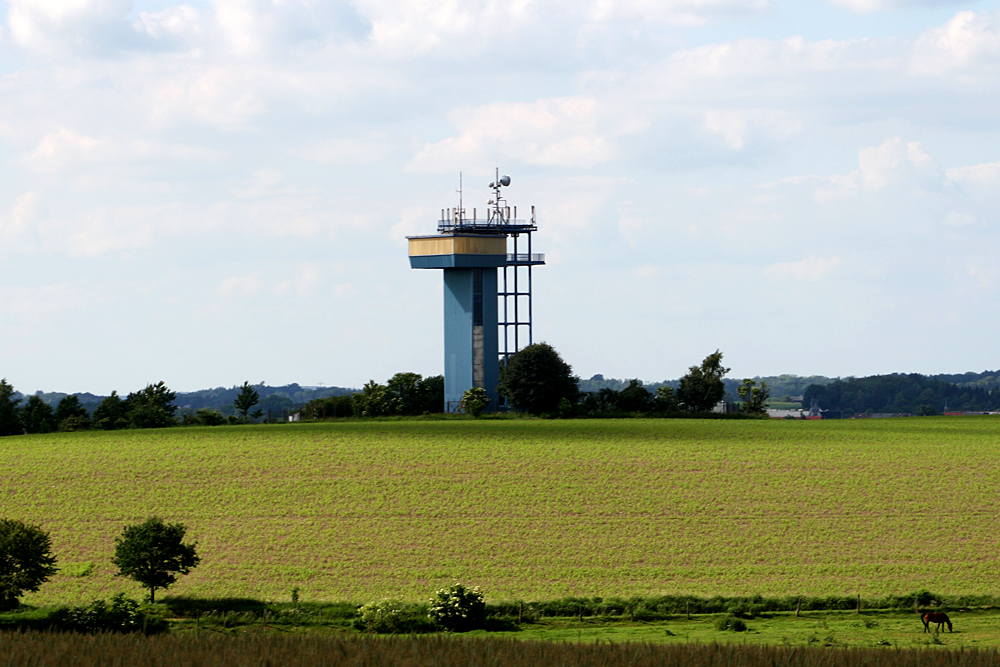
Der Funkturm im östlichen Teil des Dorfes ist „heimliches Wahrzeichen“ Großerkmannsdorfs.

In Großerkmannsdorf ist die Polizeireitstaffel der sächsischen Landespolizei stationiert. Dies ist die einzige berittene Polizeistaffel in den neuen Bundesländern.
An der Staatsstraße 181 (Ortsausgang in Richtung des Radeberger Gewerbegebietes Pillnitzer Straße) steht ein Sühnekreuz. Dieses stand bis zum Anfang des 20. Jahrhunderts noch direkt im Ort, wurde im Laufe der Jahre mehrfach umgesetzt und befindet sich seit 1971 an seinem jetzigen Standort. Einer Überlieferung zufolge soll 1634 an dieser Stelle ein Gefecht zwischen Bürgern Radebergs und Großerkmannsdorfs stattgefunden haben.
Im Wettbewerb Unser Dorf hat Zukunft im Jahr 2007 wurde Großerkmannsdorf vom Landratsamt Kamenz mit einer Auszeichnung für „besondere Leistungen zur Erhaltung und Entwicklung des dörflichen Gemeinschaftslebens“ geehrt.

## Söhne und Töchter des Ortes
- Carl Christian Leberecht Schmidtgen (1796–1866), Sänger, Dirigent und Komponist
- Frank Schneider (* 1942), Musikwissenschaftler